# Mabel FitzRobert
Mabel FitzRobert, Condesa de Gloucester (c. 1094– 29 de septiembre de 1157) fue una noble anglonormanda, que aportó el señorío de Gloucester, entre otros prestigiosos honores a su marido, Robert, conde de Gloucester, hijo ilegítimo de Enrique I de Inglaterra. 
Era hija de Robert FitzHamon, señor de Gloucester y Glamorgan. Al ser la primogénita de cuatro hermanas,  que se habían hecho monjas, Mabel heredó todos los honores y propiedades de su padre a la muerte de este en 1107.
Como Condesa de Gloucester, Mabel era políticamente significativa y ejerció una función administrativa importante en el señorío.

## Familia
Mabel había nacido en Gloucestershire, Inglaterra c. 1100, la mayor de las cuatro hijas de Robert FitzHamon, Señor de Gloucester y Glamorgan, y su mujer, Sybil de Montgomery. Sus tres hermanas más jóvenes, Hawise, Cecile y Amice se convirtieron en monjas, lo que convirtió a Mabel en la heredera única de las vastas propiedades de su padre en Inglaterra, Gales, y Normandía.
Su abuelo paterno era Hamon, Sheriff de Kent, y sus abuelos maternos Roger de Montgomery, conde de Shrewsbury y Mabel de Bellême.
En marzo de 1107, su padre murió en Normandía, dejando sus señoríos y propiedades a Mabel. Su madre se casó en segundas nupcias con Jean, Sire de Raimes.

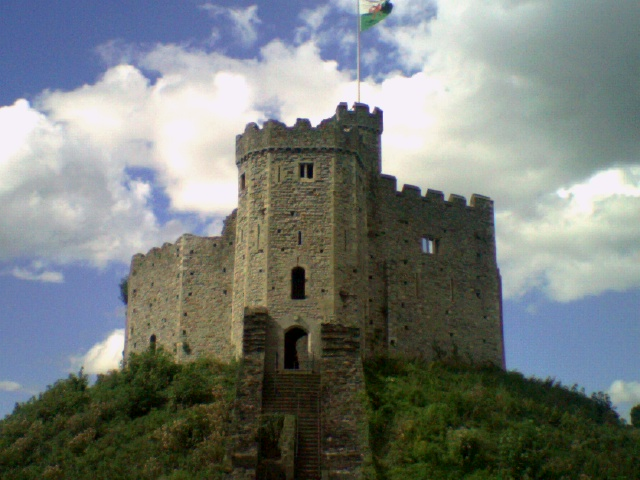
Cardiff Castillo en Gales, una de las propiedades Mabel aportó a su marido, Robert.

## Matrimonio
En junio de 1119, Mabel el matrimonio de Robert de Caen (también llamado FitzRoy y FitzEdith), un hijo ilegítimo de Enrique I (no con su amante Sybil Corbet - otras fuentes dicen la madre de Robert era de la familia Gai de Oxfordshire) fue solemnizado. El matrimonio pudo haber tenido lugar ya en 1107 y es mencionado por Orderico Vital que también menciona a sus padres. Roberto se convertiría posteriormente en un destacado protagonista del turbulento periodo conocido como La Anarquía, que tuvo lugar durante el reinado de Esteban de Inglaterra. Durante la guerra civil, fue un leal defensor de su medio hermana, la emperatriz Matilde, que le haría comandante en jefe de su ejército. Originalmente había jurado lealtad a Esteban, pero después de una disputa con él en 1137, sus posesiones inglesas y galesas le fueron extrañadas, tras lo que se unió a Matilda.

## Condesa de Gloucester
Mabel aportó a su marido los honores de Gloucester en Inglaterra, Glamorgan en Gales, Sainte-Scholasse-sur-Sarthe, Evrecy y Creully en Normandía. Por derecho de su mujer, se convirtió en II Lord de Glamorgan, y obtuvo posesión del castillo de Cardiff en Gales. En agosto de 1122, fue creado conde de Gloucester; a partir de ese momento, Mabel fue llamada condesa de Gloucester. 
Como condesa, Mabel ejerció una destacada función administrativa en el señorío de Gloucester. Su importancia política se evidencia al ser hecha responsable de verificar que su marido cumpliera con su parte del acuerdo que había firmado con Millas de Gloucester, conde de Hereford. También atestiguó  cuatro de las cartas de Robert y dio su consentimiento personal para la fundación de la Abadía de Margam por Robert, cuya dotación provenía de sus tierras. Más tarde, después de la muerte de Robert, Mabel asumió el control de las tierras normandas del honor de Gloucester en representación de su hijo William.

## Descendencia
Mabel y Robert tuvieron al menos ocho hijos:
- William Fitz Robert, II conde de Gloucester (m. 23 de noviembre de 1183), casada con Hawise de Beaumont con quien tuvo cinco niños, incluyendo Isabel de Gloucester, primera mujer del rey Juan de Inglaterra, y Amice FitzRobert, Condesa de Gloucester.
- Roger, Obispo de Worcester (m. 9 de agosto de 1179)
- Hamon FitzRobert, (m. 1159), muerto durante el Asedio de Toulouse.
- Robert FitzRobert de Ilchester (m. antes de 1157), casado con Hawise de Redvers, con quien tuvo una hija.
- Richard FitzRobert, Sire de Creully (m. 1175), heredó el señorío de Creully de Mabel.
- Philip FitzRobert, (m. después de 1147), Castellano de Cricklade. Participó en la Segunda Cruzada.
- Maud FitzRobert (m. el 29 de julio de 1190), casada con Ranulf de Gernon.
- Mabel FitzRobert, casada con Aubrey de Vere

Robert también engendró un hijo ilegítimo, Richard, Obispo de Bayeux con Isabel de Douvres.

## Muerte
El marido de Mabel murió el 31 de octubre de 1147. Mabel murió el 29 de septiembre de 1157 en Bristol a la edad de sesenta y siete años.